# 80 Jours
Pour l’article homonyme, voir 80 Jours (film).
80 Jours (80 Days) est un jeu d'aventure pour PC sorti en 2005, développé par Frogwares. Il est inspiré du roman de Jules Verne, Le Tour du monde en quatre-vingts jours.
Oliver Lavisheart, personnage principal du jeu, se base sur le temps qu'avait mis Phileas Fogg pour terminer son tour du monde, de façon à savoir s'il est en avance ou en retard dans son voyage par rapport à lui. Il entame son tour du monde le 2 octobre 1899, 27 ans jour pour jour après Phileas Fogg.
80 Jours ne doit pas être confondu avec le jeu Le Tour du monde en 80 jours, sorti en 2004 sur Game Boy Advance.

## Trame
Mathew Lavisheart, ingénieur proche de la retraite faisant partie d'un club « d'inventeurs compulsifs » appelé le Reform Club, s'est récemment disputé avec son collègue Barney. S'étant emporté, Mathew lui a dit que réaliser le tour du monde en 80 jours n'avait rien de compliqué, et qu'il était prêt à le parier. Pari tenu pour la somme de 10,000 £. Le titre « d'inventeur compulsif » de Mathew Lavisheart est également en jeu : pour le conserver, il doit retrouver quatre documents attestant de sa paternité vis-à-vis de certaines inventions. Les documents sont néanmoins dispersés aux quatre coins du monde.

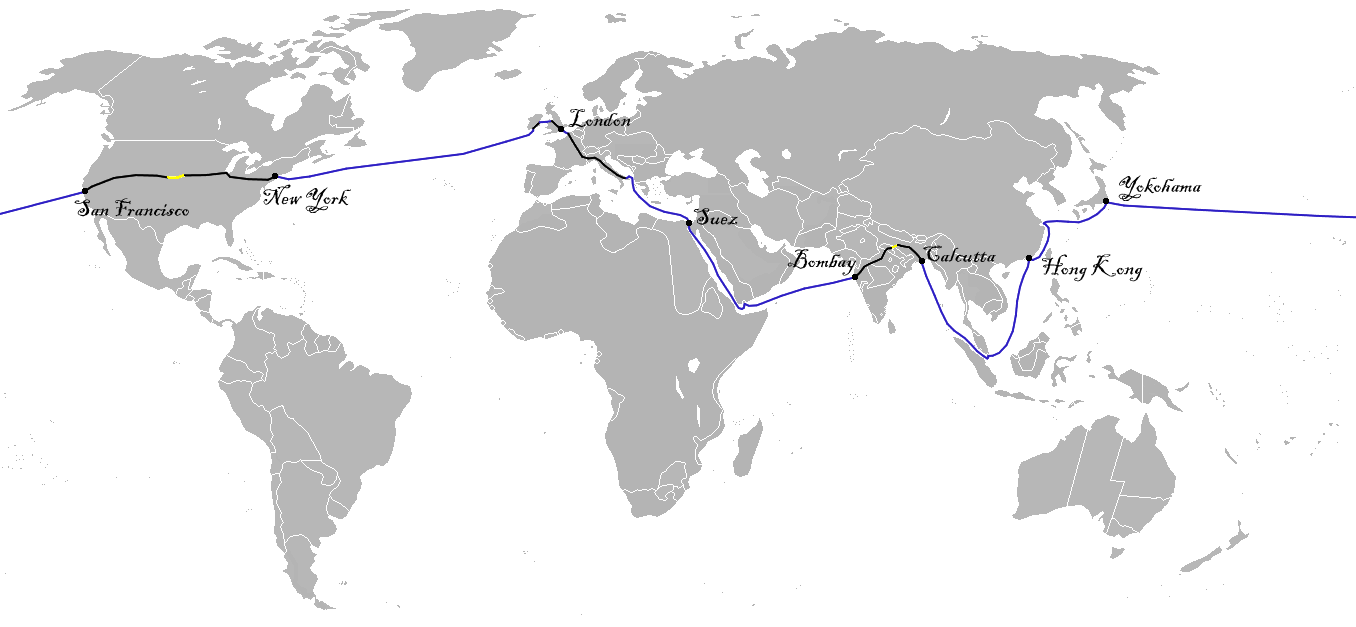
Le parcours initial de Phileas Fogg, semblable à celui réalisé par Oliver Lavisheart dans le jeu, avec un nombre plus limité d'escales.

Se faisant âgé, Lavisheart ne peut pas réaliser le voyage lui-même. Il demande donc à son neveu Oliver de retrouver les précieux documents à sa place, réalisant du même coup le tour du monde en moins de 80 jours. Oliver est lui aussi gagnant dans cette affaire : le jeune homme souhaite échapper à un mariage arrangé que ses parents envisagent pour lui.
Au cours de son aventure, Oliver suit le parcours de Phileas Fogg dans le roman d'origine. Les escales dans les grandes villes du monde sont cependant moins nombreuses. L'aventure d'Oliver débute au Caire (Égypte). Dès les premiers instants, le héros rencontre des problèmes qui viennent freiner son avancée, thème récurrent au cours de l'aventure. Il part ensuite vers l'Est, faisant escale à Bombay (Inde), puis à Yokohama (Japon) et à San Francisco (États-Unis), où se trouvent les documents de son oncle, pour revenir finalement à Londres (Royaume-Uni). Ce parcours ne peut être réalisé que si le joueur est assez rapide et se sort des nombreuses embuches qui lui font perdre du temps comme dans le roman d'origine. Contrairement à Phileas Fogg, Oliver ne fait pas escale dans les villes de Suez (remplacée par Le Caire), Calcutta, Hong Kong et New York.
Pour rejoindre chaque nouvelle ville, Oliver se déplace en train, en bateau et en dirigeable. Par ailleurs, Oliver peut utiliser d'autres moyens de transport à l'intérieur d'une même ville. Certains de ces moyens de transport sont les mêmes que dans le roman d'origine comme la voiture, et l'éléphant (à Bombay), tandis que d'autres sont anachroniques, voire imaginaires, comme le tapis volant et une sorte de scooter constitué d'une roue unique.

## Système de jeu
Le jeu se déroule intégralement dans un gameplay en 3D. Les cinématiques du jeu ne sont pas des vidéos, mais des animations gérées en 3D. Tout au long du jeu, le joueur contrôle Oliver et le déplace à l'aide des flèches du clavier tout en réglant la caméra grâce à la souris. La caméra reste constamment dans le dos d'Oliver. Pour interagir avec les personnages ou les objets du décor, il faut utiliser la souris. Très souvent, Oliver peut utiliser un moyen de transport, tel un tapis volant, une voiture, une sorte de scooter ou encore divers animaux. Dans ces cas-là, l'angle de vue de la caméra peut être plus libre, n'étant plus obligatoirement fixé dans le dos du personnage contrôlé.

## Développement
Pour ce projet, Frogwares revient à l'univers de Jules Verne déjà exploité avec Voyage au centre de la Terre (2003). « Quand on a commencé Voyage au Centre de la Terre, j'ai tout de suite eu envie de faire quelque chose autour du Tour du monde en 80 jours » explique en 2005 Waël Amr, président de Frogwares. La sortie du jeu coïncide volontairement avec « l'année Jules Verne » à l'occasion du centenaire de la mort de l'auteur. D'autres jeux vidéo autour de l'univers de l'écrivain sortent la même année, en particulier Voyage au cœur de la Lune et Retour sur l'île mystérieuse dans le domaine du jeu d'aventure.
Le scénario du jeu est écrit par Aurélie Ludot. La préparation du développement s'accompagne de plusieurs voyages réalisés dans les diverses villes du jeu. « Nous sommes allés dans chaque ville pour les reproduire. Nous sommes allés à Bombay, à Kyoto, à San Francisco, au Caire, faire des marathons photo pour faire les textures, étudier l'architecture, voir comment les gens se disent bonjour ». Au niveau scénaristique, Frogwares choisit de ne pas reprendre le personnage de Phileas Fogg, héros du roman d'origine, mais de créer un nouveau protagoniste. La raison en est donnée par Waël Amr : « Phileas Fogg est décrit par Jules Verne comme un satellite décrivant une orbite autour de la Terre. Ce n'est pas quelqu'un qu'on inviterait à dîner. Il ne dit rien, ne pense rien, c'est une machine. Tout à coup, il pète les plombs et décide de remplir un pari, mais intrinsèquement il se fiche de faire le tour du monde : il ne s'intéresse à rien, il ne s'intéresse pas à la culture, pas plus qu'aux gens. Il décide de sauver une jeune fille indienne, mais plus par principe de gentleman que par bonté d'âme. Il est vrai qu'après, il tombe amoureux d'elle, mais ne devient donc en fait humain que dans les quatre dernières pages du livre. Mais sinon, c'est un jeune homme infiniment emmerdant ».
Avec 80 Jours, le but de Frogwares est de réaliser « un jeu drôle, qui ne se cache pas d'être anachronique et résolument pas sérieux, un jeu léger mais qui soit bien consistant, plein de personnages, de détails, de gags ». Le studio souhaite également « arriver avec un gameplay novateur, car qui dit Tour du monde en 80 jours, dit course. Pour nous, faire cela signifiait se remettre en question ». Frogwares abandonne donc les codes traditionnels du jeu d'aventure et introduit davantage d'éléments issus du jeu d'action. « C'est une manière d'avancer vers quelque chose de plus moderne, plus en adéquation avec notre histoire et avec l'évolution des jeux vidéo » explique le président du studio en 2005. Frogwares utilise pour cela le moteur de jeu RenderWare en optant pour un gameplay en 3D. « La 3D est plus risquée pour les développeurs, mais pour nous, Broken Sword 3 et Schizm 2 ont ouvert des chemins intéressants » justifie alors Waël Amr. Une centaine de personnages en 3D sont créés pour le jeu.
Avant la sortie du jeu, Wael Amr déclare en interview : « Nous attendons beaucoup de ce jeu car nous voudrions voir si une convergence est possible entre le principe du jeu d'aventure et les technologies les plus récentes ». À la même époque, le président du studio fait part de son enthousiasme à l'idée de développer un autre jeu adapté d'un roman de Jules Verne : « La fantaisie de Jules Verne est vraiment sans limite et cela offre une grande liberté au niveau des scénarios. Nous réfléchissons à l'adaptation d'autres histoires, mais nous devons d'abord évaluer les possibilités du marché ».

## Postérité
Malgré ses intentions novatrices, le studio se montre a posteriori déçu par le résultat obtenu et l'accueil réservé au jeu. « 80 Jours a été une grande déception. Tous les jeux que nous avons faits ont cherché à aller plus loin, mais là nous sommes allés trop loin. Il en reste un jeu très beau avec des idées vraiment fun, mais une réalisation lacunaire » observe Waël Amr en 2008 en portant un regard rétrospectif sur son jeu.
Après la sortie de 80 Jours, Frogwares abandonne la réalisation de jeux dérivés de l'univers de Jules Verne : « 80 Jours est mon dernier jeu Jules Verne. Je n'ai pas l'intention de sur-utiliser une licence là où ça n'a pas lieu d'être. J'aime Jules Verne, mais n'ai pas envie de le dénaturer. J'ai envie de faire des jeux qui sont de mieux en mieux, et avec Jules Verne cela paraît aujourd'hui un peu difficile » affirme le président du studio dès 2005. Celui-ci confirme en 2007 : « Fini le steampunk et l'art nouveau, nous allons nous concentrer sur Sherlock. En tant que créateur de jeux vidéo et directeur artistique, j'ai adoré créer ces machines, cette architecture, et ce monde parallèle de machines à vapeur. Mais il faut reconnaître que les principaux livres de Jules Verne ont déjà été exploités et que la licence ne rencontre pas autant de succès qu'on l'espérait. 80 Jours a été une expérience douloureuse. Douloureuse car le processus de création en 3D a été long et difficile, et parce qu'on a commis l'erreur de mélanger les genres en ratant commercialement les attentes des joueurs. Il manque au jeu le niveau d'interaction que nous aurions voulu atteindre ».
80 Jours permet néanmoins à Frogwares de développer son premier jeu en 3D temps réel, concept par la suite conservé avec La Nuit des Sacrifiés. « Ce que nous avions raté avec 80 Jours, nous l'avons réussi avec La Nuit des Sacrifiés » considère a posteriori le président du studio.